# (84995) Zselic
(84995) Zselic est un astéroïde de la ceinture principale.

## Description
(84995) Zselic est un astéroïde de la ceinture principale. Il fut découvert le 26 décembre 2003 à Piszkesteto par Krisztián Sárneczky. Il présente une orbite caractérisée par un demi-grand axe de 3,05 UA, une excentricité de 0,11 et une inclinaison de 12,1° par rapport à l'écliptique.

## Compléments